# Ґлезьно
Ґлезьно (пол. Gleźno, нім. Hohenwalde) — село в Польщі, у гміні Хощно Хощенського повіту Західнопоморського воєводства.
Населення — 121 особа (2011).
У 1975-1998 роках село належало до Гожовського воєводства.

## Демографія
Демографічна структура станом на 31 березня 2011 року:
|          | Загалом | Допрацездатний вік | Працездатний вік | Постпрацездатний вік |
| -------- | ------- | ------------------ | ---------------- | -------------------- |
| Чоловіки | 64      | 11                 | 47               | 6                    |
| Жінки    | 57      | 14                 | 28               | 15                   |
| Разом    | 121     | 25                 | 75               | 21                   |